# Hahnenstraße (Köln)

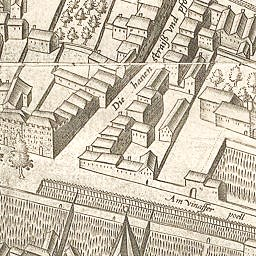
Hahnenstraße – Kölner Stadtansicht von 1570 des Arnold Mercator: „Die hanen straiß“

Die Hahnenstraße im Kölner Stadtteil Altstadt-Süd führt von der Hahnentorburg an den Kölner Ringen bis zum Neumarkt. Sie verband ursprünglich die mittelalterliche Stadtgrenze an der alten Hahnentorburg von 1106, mit der neuen Torburg der Stadterweiterung des Jahres 1180. Die Bebauung und der aktuelle Straßenverlauf beruhen auf einem einheitlichen Bebauungsplan von 1947.

## Entstehungsgeschichte
Die Hahnenstraße kann auf eine bis zum Mittelalter reichende Geschichte zurückblicken.

### Mittelalter

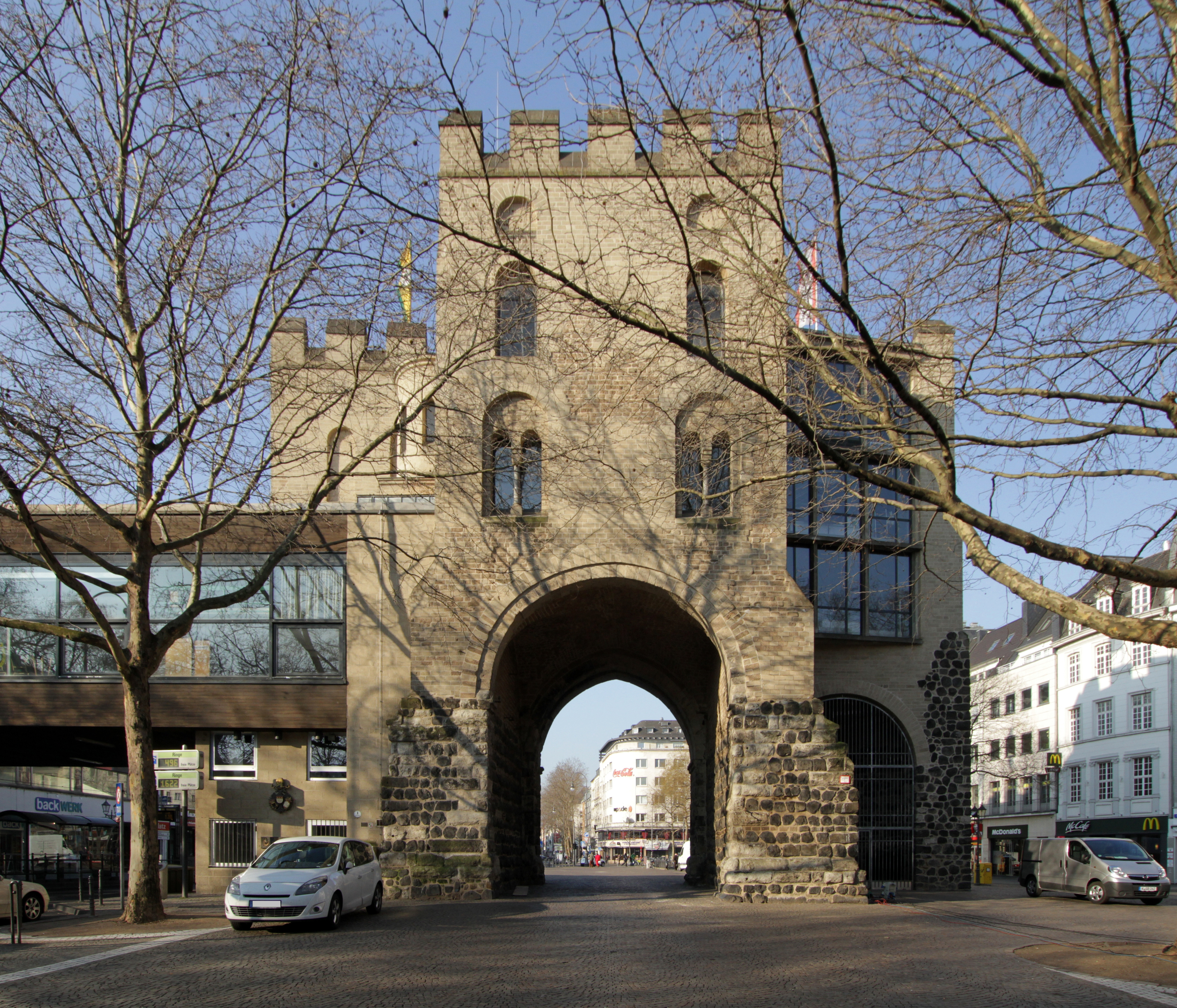
Stadtausgang Hahnentorburg am Rudolfplatz

Die Hahnenstraße entstand als Torstraße zur Hahnentorburg, von der sie wohl ihren Namen bekam, als Nachfolgerin der alten römischen Fernstraße nach Westen (Via Agrippinensis), zwischen dem römischen Westtor an St. Aposteln und dem heutigen Hahnentor. Im Zuge der Stadtzerstörungen, etwa beim Überfall der Franken 355 n. Chr. und dem Normannenüberfall 881 n.Chr füllten die Kölner die im westlichen Stadtgebiet vorhandenen Senken mit Bauschutt auf und baute auf dem Schutthorizont neu. Die führte zu einer allgemeinen Erhöhung der Oberfläche. Vermutlich konnte das römische Westtor im 10. Jahrhundert schon lange nicht mehr vollständig benutzt werden. Bis heute stieg das Gelände hier um etwa 2,5 m gegenüber dem antiken Horizont an. An der Außenseite der Römerstadt gründete sich im 9. Jahrhundert eine den Aposteln geweihte Kapelle, die sich zum Kollegialstift St. Aposteln entwickelte. Durch dessen Ausbau auf der Terrasse der alten Römerstraße war das römische Stadttor spätestens im Jahre 1000 nicht mehr benutzbar und wurde endgültig geschlossen. Als Ersatz für das Tor schlugen die Kölner am Römerturm am heutigen Laach eine Öffnung in die Mauer (sog. "Foramen") und bauten den Turm zu einem Ersatztor um. Wenige Jahre später verlor dieses Tor durch die Stadterweiterung von 1106  seine Bedeutung und erhielt den Namen "älteste Schafenpforte". Am westlichen Ende des Marsilstein entstand in der Mauer von 1106 das "ältere" Hahentor. Als Folge der versperrten alten Römerstraße entwickelte sich zwischen dem "Foramen" und der alten Trasse der Landstraße vor der Stadt eine neue Straßenführung (Umleitung). Spätestens mit der dritten Stadterweiterung von 1180 und dem Bau der großen Stadtmauer kam es nun zur endgültigen Straßenführung zwischen Foramen/ältestes Schafenpforte und dem "neuen", dem heutigen Hahentor. Der Abschnitt zwischen dem "älteren" und dem "neuen" Hahnentor erhielt den Namen Hahnenstraße.
Der Name des großen Tores leitet sich möglicherweise von „Hageno von Anselm“ ab, einem früheren Grundbesitzer aus dem 12. Jahrhundert, nach welchem es zunächst Hanenporcen und dann Hagenenporcen hieß. Nach anderen Quellen geht die Herleitung auf Hano („Hain“) zurück, also „Holzpforte“ oder „Holztor“ wegen der Waldgebiete entlang der nach Aachen führenden Straße außerhalb der Stadtmauer. Der Name „Hanenporce“ ist um 1200 belegt, „Porta Hanonis“ aus 1227 ist der älteste belegte lateinische Name des Hahnentores. Eine weitere Auffassung sieht die Hahnenstraße nach dem hier gelegenen Haus „zum Hanen“ („zum Hahn“) im 13./14. Jahrhundert benannt. „Zum Hanen“ gehörte möglicherweise dem Brauer Johann zum Hanen und Sohn Claes zum Hanen; ein Johan von der Hanenstrasse ist 1396 erwähnt. Im mittelalterlichen Latein hieß sie „platea gallorum“. Im Mai 1253 wurden 12 Morgen Land zwischen der Ehren- und Hahnenpforte („porta Hanonis Colonie“) durch den Konvent St. Mauritius verpachtet. Seit dem 14. Jahrhundert lag in Hahnenstraße Nr. 43 der Besitz der Kölner Patrizierfamilie Hardevust. Für die Heilung von kranken Pferden erhielt im Jahre 1370 der Schmied Meister Arnold auf der Hahnenstraße von der Stadt 72 Mark. Ein anderes Haus in der Hahnenstraße gehörte bis April 1384 dem Heinrich vame Koesyn (van dem Cuesyn), der es an Styne, die Tochter des verstorbenen „Stede smyt“ (Stadtschmied) Meister Godschalk verkaufte. Thys von der Hahnenstraße vermachte 1405 anscheinend seinen gesamten Besitz, insbesondere den Hof „zume Duppen“, an die Dominikanerinnen.
In der Kölner Stadtansicht von 1570 des Arnold Mercator hieß sie „Hanen straiß“. Auf der Karte deutlich zu erkennen ist ihr Verlauf westlich der Benesisstraße („Am vinaffer poell“; „Am Venuspfuhl“) / Am Rinkenpfuhl feldwärts der römischen Stadtmauer in nordwestlicher Richtung bis zum Hahnentor. Heinrich Krumm von Frechen erwirbt 1624 ein Haus an der Hahnenstraße neben dem Zollhaus. Nördlich der Hahnenstraße in der Gegend des Hofs Benesis, auf dem „Pielspohl“ (Pfeilspuhl nach der Familie Pfeill von Scharfenstein, oder Venuspohl oder Benesispfuhl), soll ein namensgebender Venustempel gestanden haben. Nachweise fanden sich hierfür jedoch bisher nicht. Der mit Treppenturm versehene Hof „Benesis“ oder „Pfeilshof“ der Familie Pfeill von Scharfenstein, Herrn zu Benesis und Stammheim, stand an der Ecke zur Benesisstraße in Nr. 5313–5315. Die Gegend um die Benesisstraße war lange Zeit Sumpfgebiet, weshalb sie auch „Pielspuhl“ oder „Benesispfuhl“ hieß. Die Sümpfe westlich vom Neumarkt (Im Laach, Benesisstraße) wurden Ende des 18. Jahrhunderts trockengelegt.

### Gründerzeit

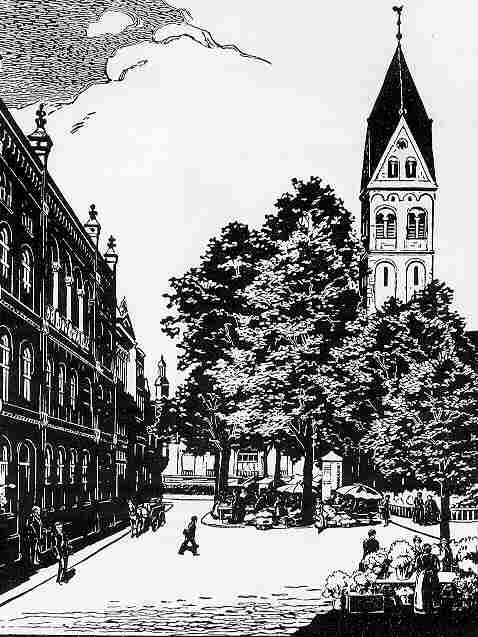
Hahnenstraße 6 – Apostelgymnasium mit der Kirche St. Aposteln (um 1920)

Nach dem ab dem 1. Januar 1813 geltenden „Itinéraire de Cologne“ hieß die Hahnenstraße während der Franzosenzeit wörtlich übersetzt „Rue des Coqs“. Seit dem Durchbruch der Mittelstraße als bürgerlicher Wohnstraße um 1844 besitzt der alte Zugang zum Hahnentor nicht mehr seine frühere Bedeutung. Der Zugang zum Hahnentor hat seit jener Zeit seinen Schwerpunkt zur Mittelstraße verlegt, so dass der Charakter der Hahnenstraße als Torstraße zurückgegangen ist.

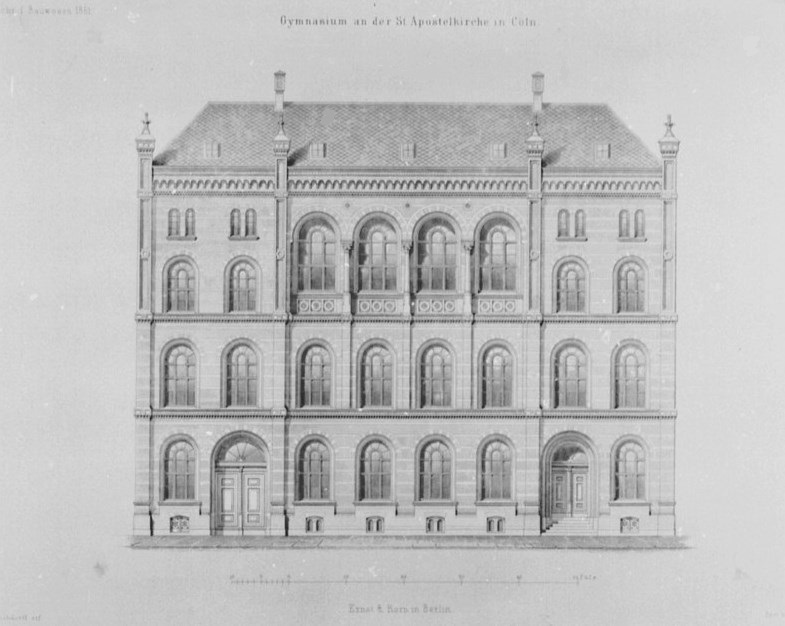
Julius Carl Raschdorff, Gymnasium an der Apostelkirche (Stahlstich, 1861)
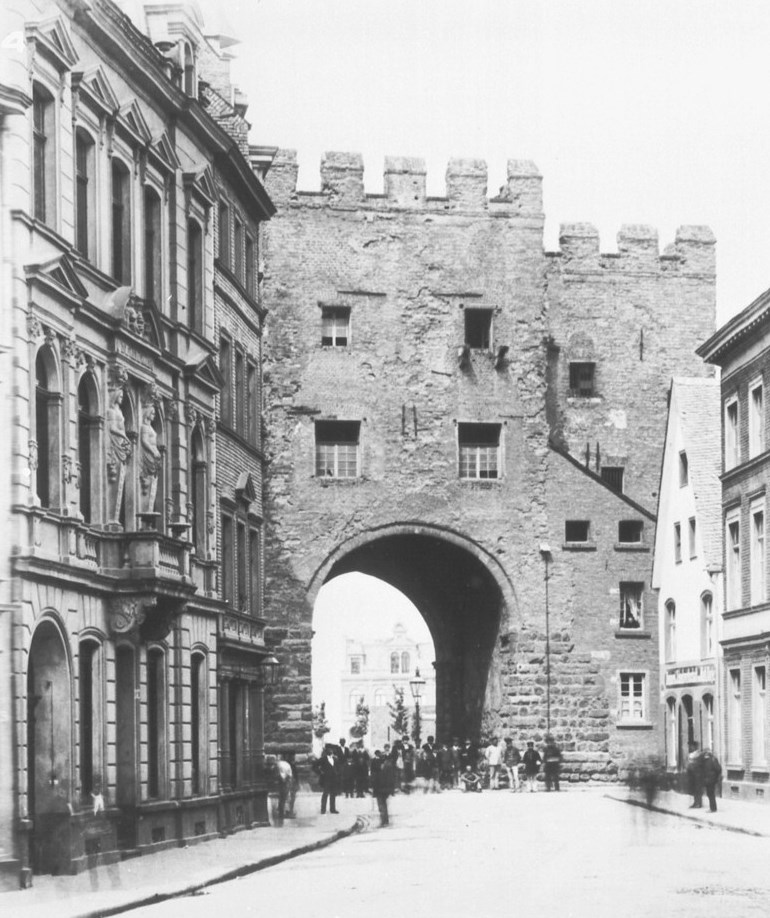
Johann Heinrich Schönscheidt, Blick aus der Hahnenstraße durch das Hahnentor (vor 1885)
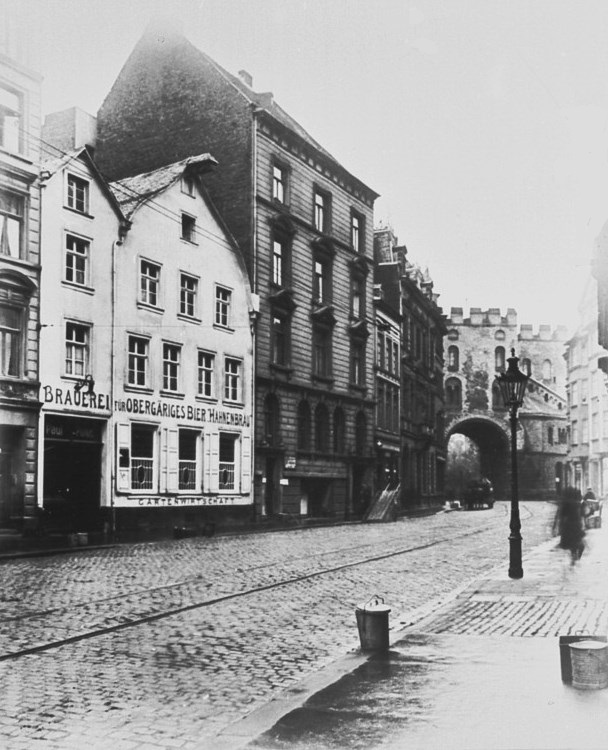
Hahnenstraße 43 – Brauerei Hahnenbräu (um 1912)

Auf der Hahnenstraße lagen die Brauhäuser „St. Peter“ (Nr. 3), „Zum Wolf“ (spätestens seit 1746; Nr. 28), „Zum Tolles“ („Tolhuys“; zum Zollhaus) in Nr. 40 (brannte 1380 ab) und „Zum Kaiser“ (Nr. 43). Im letzteren wurde 1822 von Michael Joseph Frantzen die Brauerei „Hahnenbräu“ gegründet. Im Volksmund wurde sie „Leichenbräu“ genannt, weil die zum Melaten-Friedhof gehenden Trauergäste hier oft einkehrten. Die Brauerei wurde 1838 von Franz Contzen übernommen, dessen Sohn Ambrosius Contzen sie 1872 übernahm. Zwischen 1895 und 1905 arbeitete hier der Brauer Matthias Heinrich Abels, von 1905 bis 1918 Peter Josef Maaßen. Seit 1918 war Paul Peter Besitzer des „Hahnenbräu“. Beim Gebäude handelte es sich um ein Doppelhaus mit zwei Giebeln und einem spitzen Dach. Den geschnitzten spätbarocken Kranbalken schmückte ein sich würgender Schnauzbartträger mit Mantel. Der bis Mai 2014 restaurierte Kranbalken befindet sich heute im Kölnischen Stadtmuseum. Das breit gelagerte Haus mit seinem Doppelgiebel stammte aus dem 18. Jahrhundert. 1934 wurde der Braubetrieb eingestellt, Nr. 43 musste 1939 der vorgesehenen Verbreiterung der Hahnenstraße weichen. Stadtbaumeister Johann Peter Weyer erwarb vor 1860 die Nr. 36 und 38.
Heinrich Müller Malten bezeichnete die Hahnenstraße 1844 „als nicht zum besten gepflasterte“ Straße. Am 6. April 1859 begann der Bau für das von Julius Carl Raschdorff mit Backsteinfassade und großen Rundbogenfenstern versehene Apostelgymnasiums in Nr. 6, dessen feierliche Eröffnung am 15. Oktober 1860 stattfand. Es hieß damals „Katholisches Gymnasium an der Apostelkirche“, seit 1919 „Staatliches Apostelgymnasium“. Nach einer „Heldengedenkfeier“ im März 1939 wurde das Gymnasium im April 1939 von den Nazis geschlossen und das Gebäude wegen Verbreiterung der Hahnenstraße abgerissen.

### Neuzeit

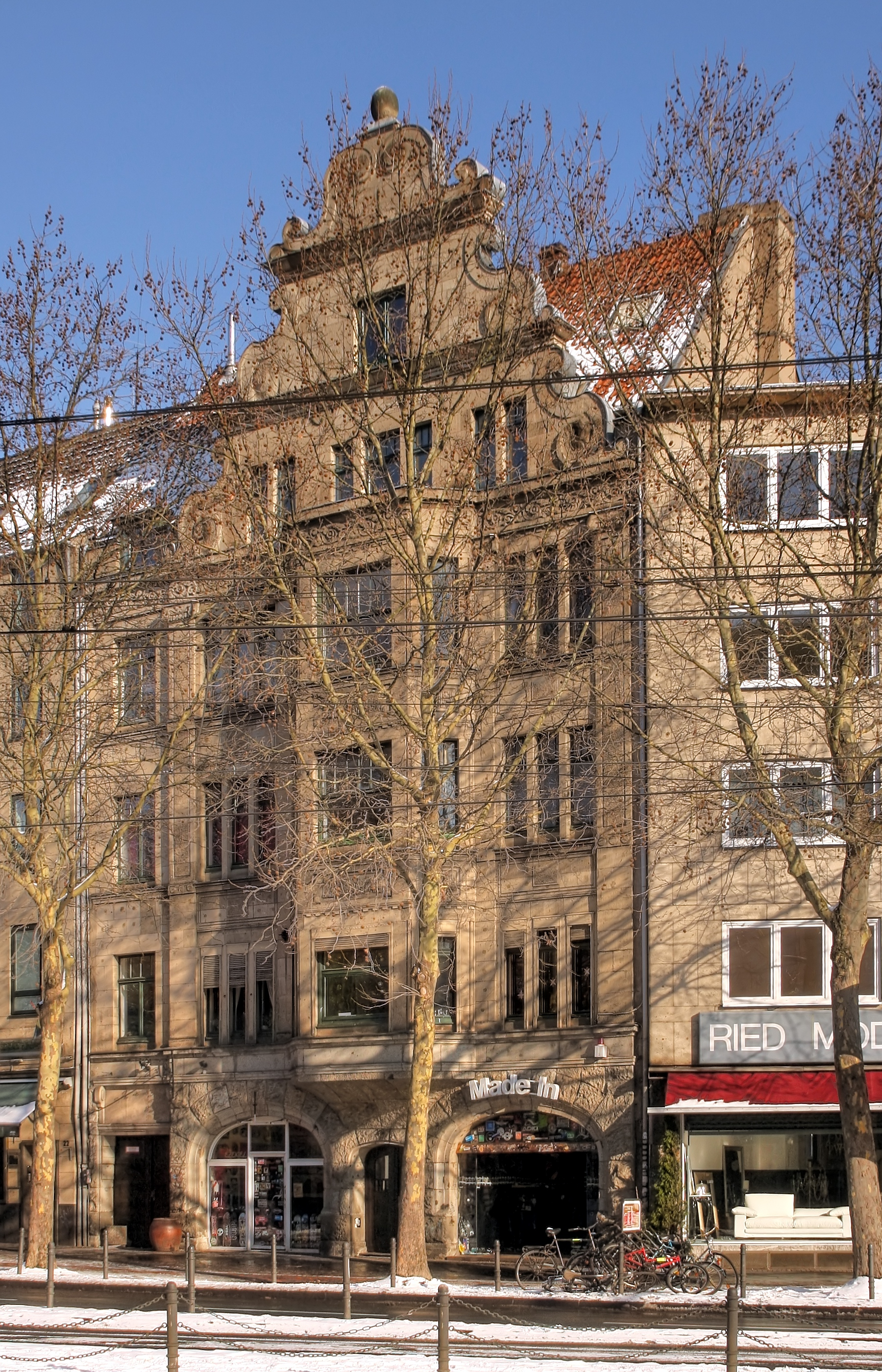
Hahnenstraße 20 – Wohn- und Geschäftshaus (um 1910)

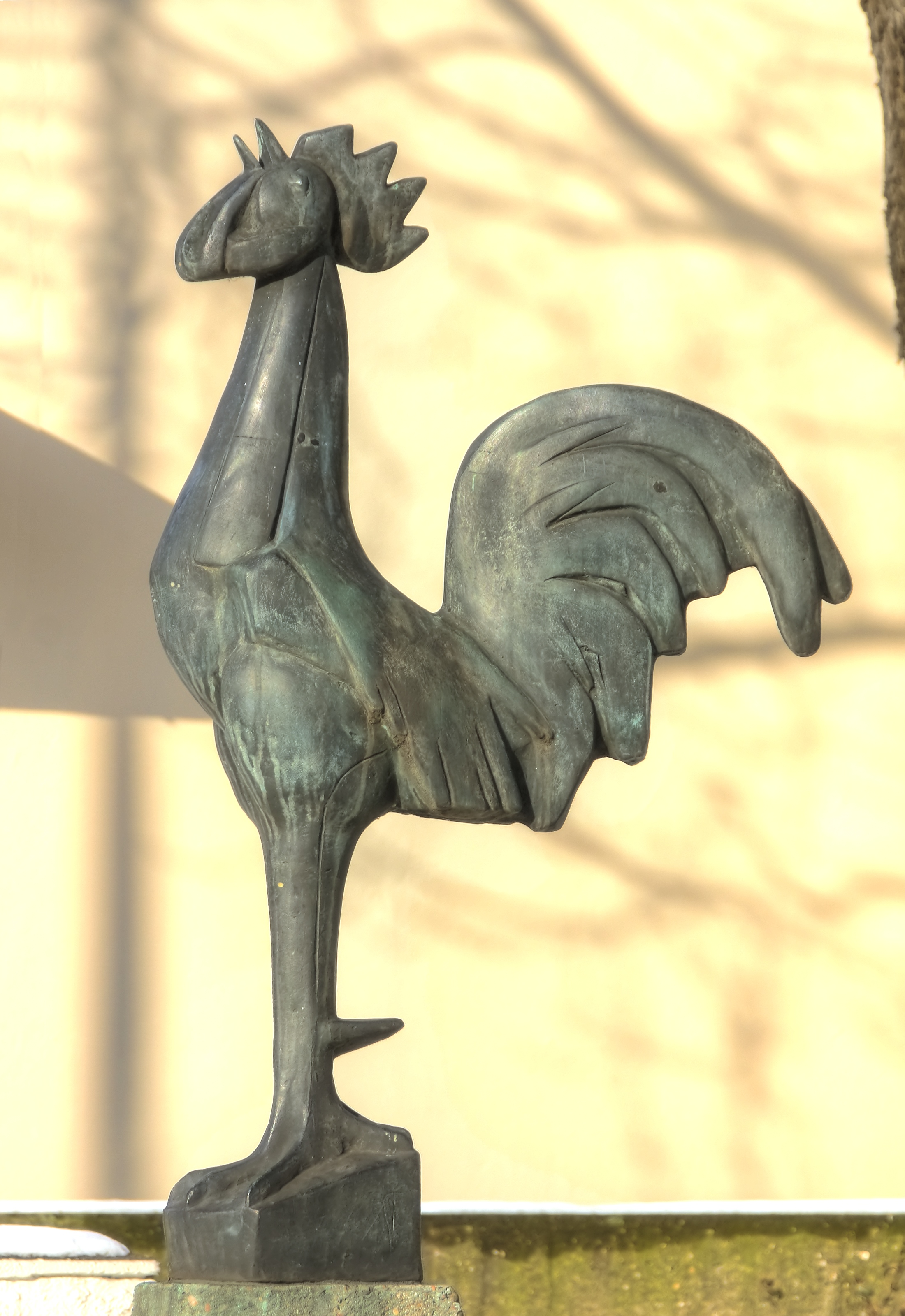
Hahnenstraße 6 – Der Hahn (Toni Stockheim, 1962)

Am 15. April 1902 eröffnete die elektrische „Lindenthalbahn“, die von der Stadtwaldschleife über die Hahnenstraße bis Frankenwerft führte. Auf derselben Strecke fuhr auch vom selben Tag an die „Müngersdorfbahn“.
Bereits in den 1920er Jahren gab es Überlegungen zu autogerechten Straßendurchbrüchen, die aber am Widerstand des Oberbürgermeisters Konrad Adenauer scheiterten. Nach dessen Entlassung im März 1933 hatten die Verkehrsplaner freie Bahn. Nachdem am 7. Juni 1939 NSDAP-Gauleiter Josef Grohé den Auftrag zur Neugestaltung der Stadt erhielt, wird die Hahnenstraße ab Juli 1939 zum Zentrum der Planungen einer Ost-West-Achse mit einer Breite von 68 Metern, die jedoch wegen der Kriegsereignisse nicht realisiert werden konnte. Wegen der für 1940 geplanten Internationalen Verkehrsausstellung in Köln begnügten sich die Planer aus Zeitmangel mit einer Breite von 28 Metern. Die Ausstellung wurde jedoch kriegsbedingt abgesagt. Bereits ab dem 22. Januar 1939 begann der Durchbruch Hahnenstraße / Pipinstraße, was zur Begradigung des ursprünglichen Straßenverlaufs führte. Hierdurch lagen die älteren Hausgrundstücke unter der heutigen Straße, einige Gebäude wie das Apostelgymnasium mussten noch 1939 dem Durchbruch weichen. Im August 1939 war der Durchbruch zum Hahnentor geschafft.
Nach dem Zweiten Weltkrieg erhielt Rudolf Schwarz Mitte 1945 den Auftrag zur Gesamtgestaltung der Hahnenstraße, seit 1946 wurden die Kriegstrümmer in der Straße beseitigt. Wilhelm Riphahn bekam von der Stadt den zusätzlich Auftrag, einen konkreten „Aufbauplan“ für diese Verbindung zwischen Neumarkt und Rudolfplatz zu entwickeln. Er konzipierte im September 1945 seine „Grundgedanken zur Neugestaltung von Hahnenstraße/Cäcilienstraße“ als Flanier- und Kulturmeile mit großstädtischem Charakter sowie eine architektonische und optische Verbindung zwischen hohen Gründerzeitbauten am Ring und den Gebäuden der niederen Altstadtbebauung.
So wurde die Dimension der Straße reduziert, die für die Durchlüftung der Stadt aber wichtige Achse mit niedrigen Pavillonbauten, die von höheren aber flachgedeckten Blöcken flankiert wurden, beibehalten. Zugleich wurde dadurch der Bereich Arbeit und Geschäft vom Bereich Wohnen, der in der zweiten Reihe hinter den Pavillons und kleinen Garteninnenhöfen angesiedelt wurde, getrennt. Die meisten Baugrundstücke wurden von der Stadt durch Erbbaurecht vergeben. Riphahn konnte sich mit den ersten nach 1945 geplanten und gebauten Einkaufszeilen am Wiederaufbau des Ladenzentrums der Lijnbaan orientieren. Dieses wurde im völlig zerstörten Rotterdam ab 1949 unter maßgeblicher Beteiligung des Architekten Jacob Bakema errichtet. Sie wurde 1953 Europas erste Fußgängerzone. Hier wurden erstmals einheitlich zweigeschossige Geschäftshäuser ohne Wohnbebauung errichtet, die heute unter Denkmalschutz stehen.
Riphahn plante zweigeschossige Ladenpavillons auf der Südseite, während die Randbebauung und Querbauten in den Querstraßen höher ausfielen. Die Hahnenstraße war Riphahns größtes Projekt nach dem Krieg. „Wilhelm Riphahns Architektur in der Hahnenstraße revolutionierte das Verhältnis von Wohnen und Arbeiten im Städtebau“. Die neue Straße wurde so populär, dass sie in Köln bald Riphahnenstraße genannt wurde.
Am 19. August 1948 werden die von Riphahn konzipierten, von der UFA betriebenen „Hahnentor-Lichtspiele“ in Nr. 57 als erster Kölner Kinobau der Nachkriegszeit in einer Trümmerlandschaft eröffnet. Der mit 1.501 Plätzen ausgestattete Bau wird teilweise von Gefangenen des Klingelpütz errichtet, die mit der belgischen Zigarette „Bosco“ bezahlt wurden, was dem Kino den Namen „Bosco-Theater“ einbrachte. Nach der Schließung 1971 wurde es 1986 abgerissen. Nachdem am 4. Februar 1950 in der Cäcilienstraße das „Belgische Haus“ eröffnete, folgte das aus zwei flachen Baukörpern bestehende und von Riphahn geplante Gebäude „Die Brücke“ in Nr. 6 am 4. Mai 1950. Das 1.591 m² große Grundstück gehörte der Bundesrepublik, die es im Juni 1965 an die Stadt zu einem Preis von 1,7 Mill. DM verkaufte. „Die Brücke“ ist ein für Riphahn typischer Winkelbau, der Kino/Theater-Saal, Bibliothek, Büros und Hausmeisterwohnung in Flachdachbauten realisierte, dabei wird der Raum durch ein Überkragen in den Zugangsbereich gut ausgenutzt, dafür aber eine Grünfläche im Bibliotheksbereich freigelassen. Davor steht eine den Straßennamen huldigende Plastik des Künstlers Toni Stockheim. Am 22. Juni 1955 eröffnete im benachbarten Apostelnkloster das Amerika-Haus. Damit befanden sich drei ausländische Kulturinstitute in der näheren Umgebung des Neumarkts.

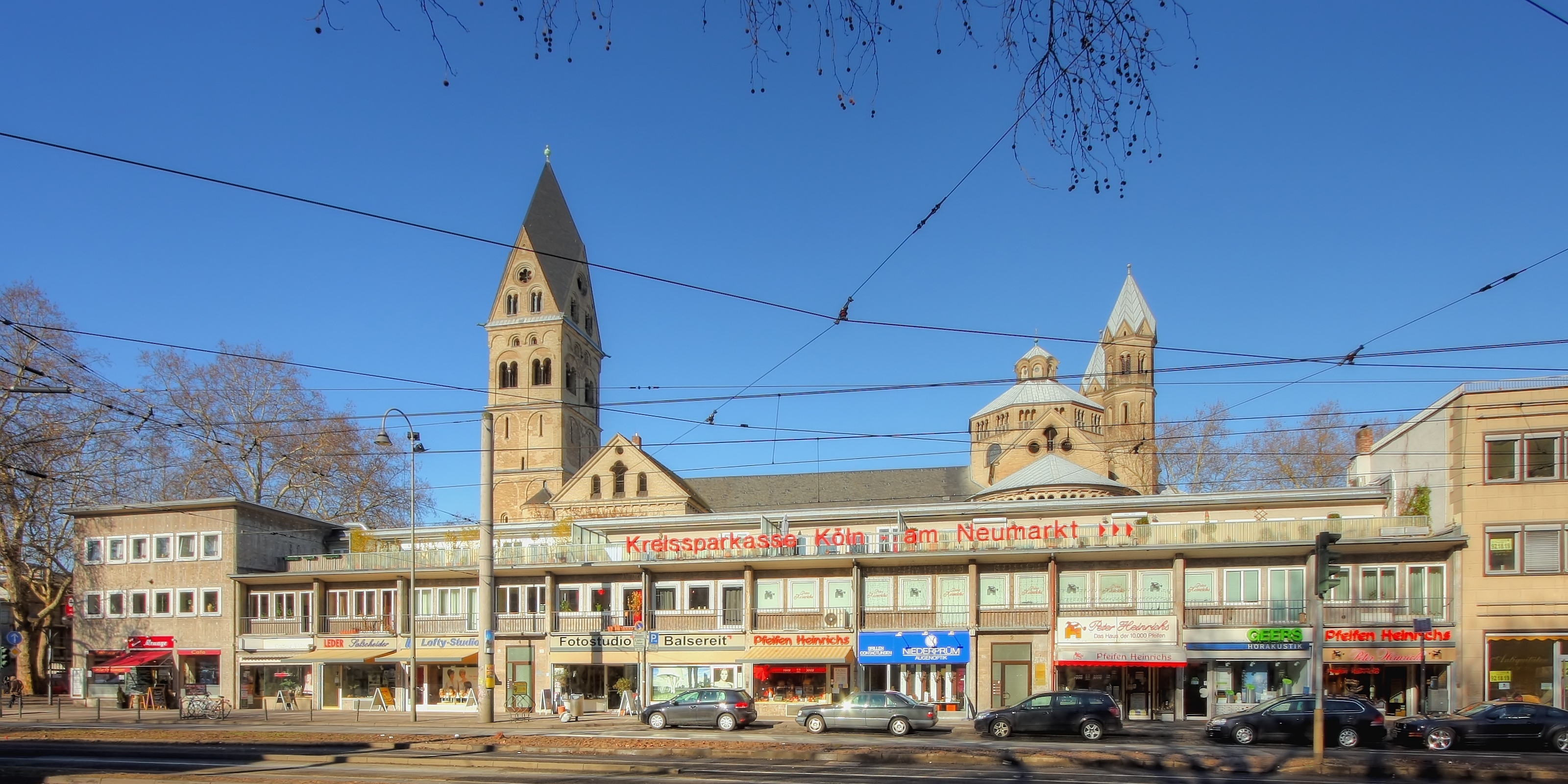
Hahnenstraße 2–4 – Pavillonhäuser
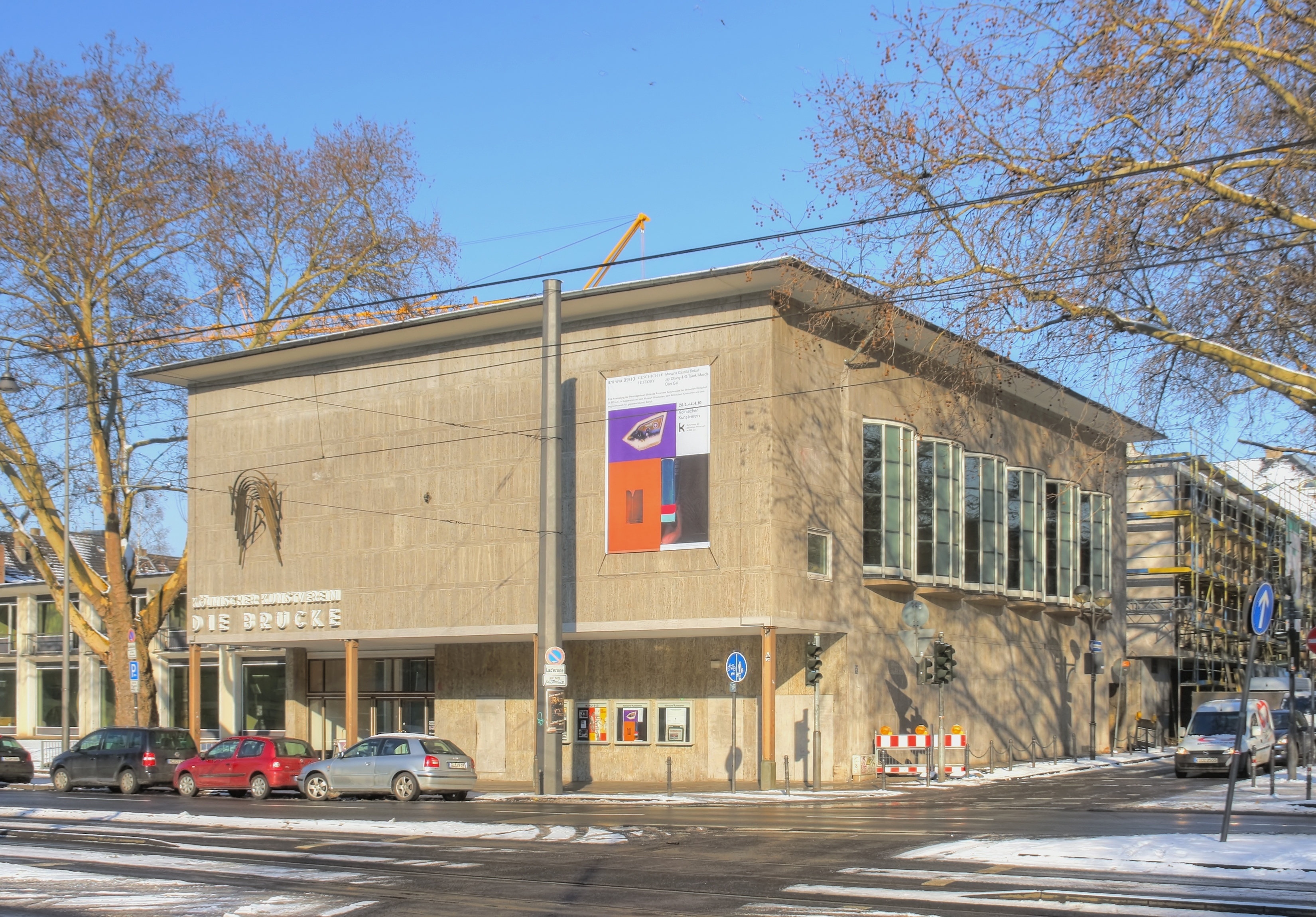
Hahnenstraße 6 – ehemals Britisches Kulturinstitut, heute Kölnischer Kunstverein
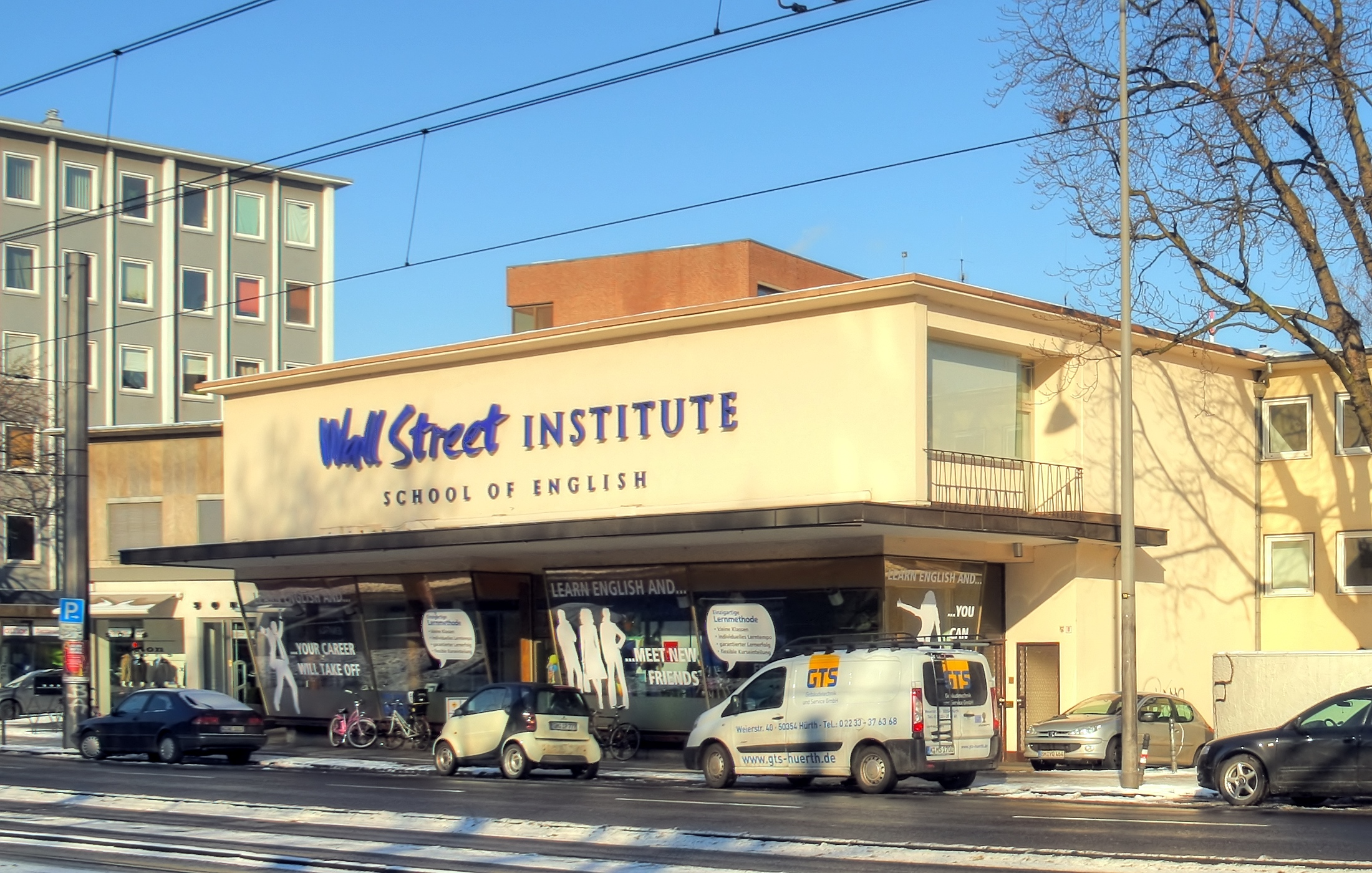
Hahnenstraße 8 – anfangs Stoffpavillon Möller mit schrägen spiegelfreien Scheiben
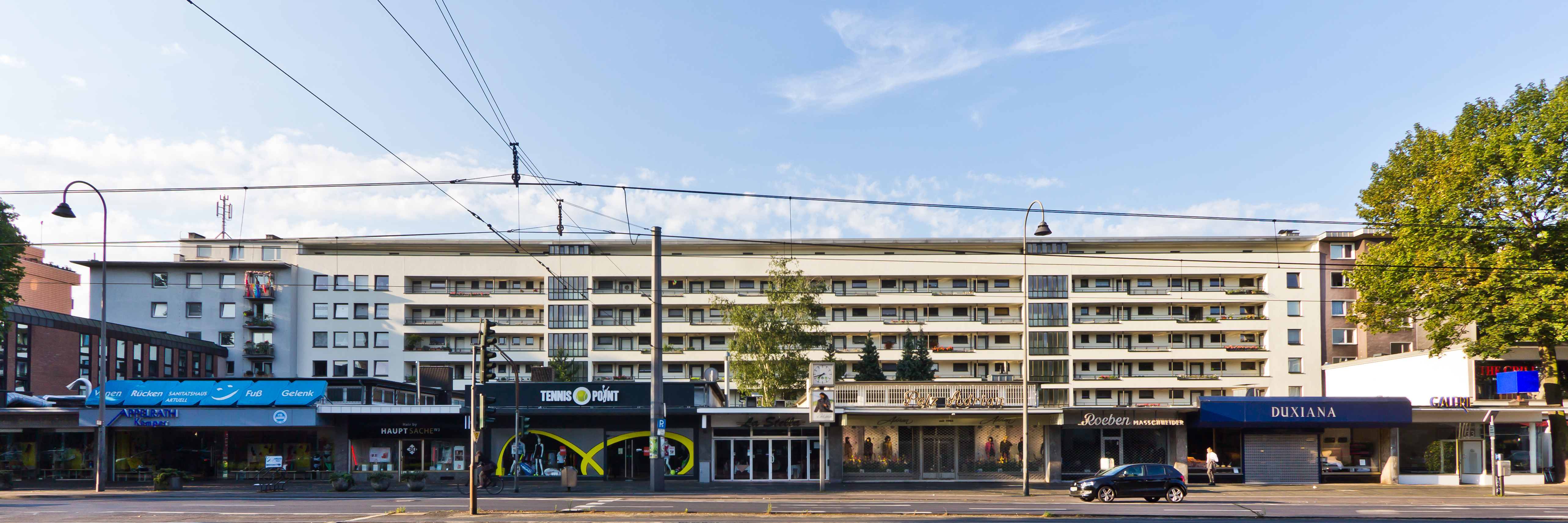
Hahnenstraße 15–33 – Front mit Traditionsgeschäft Adrians
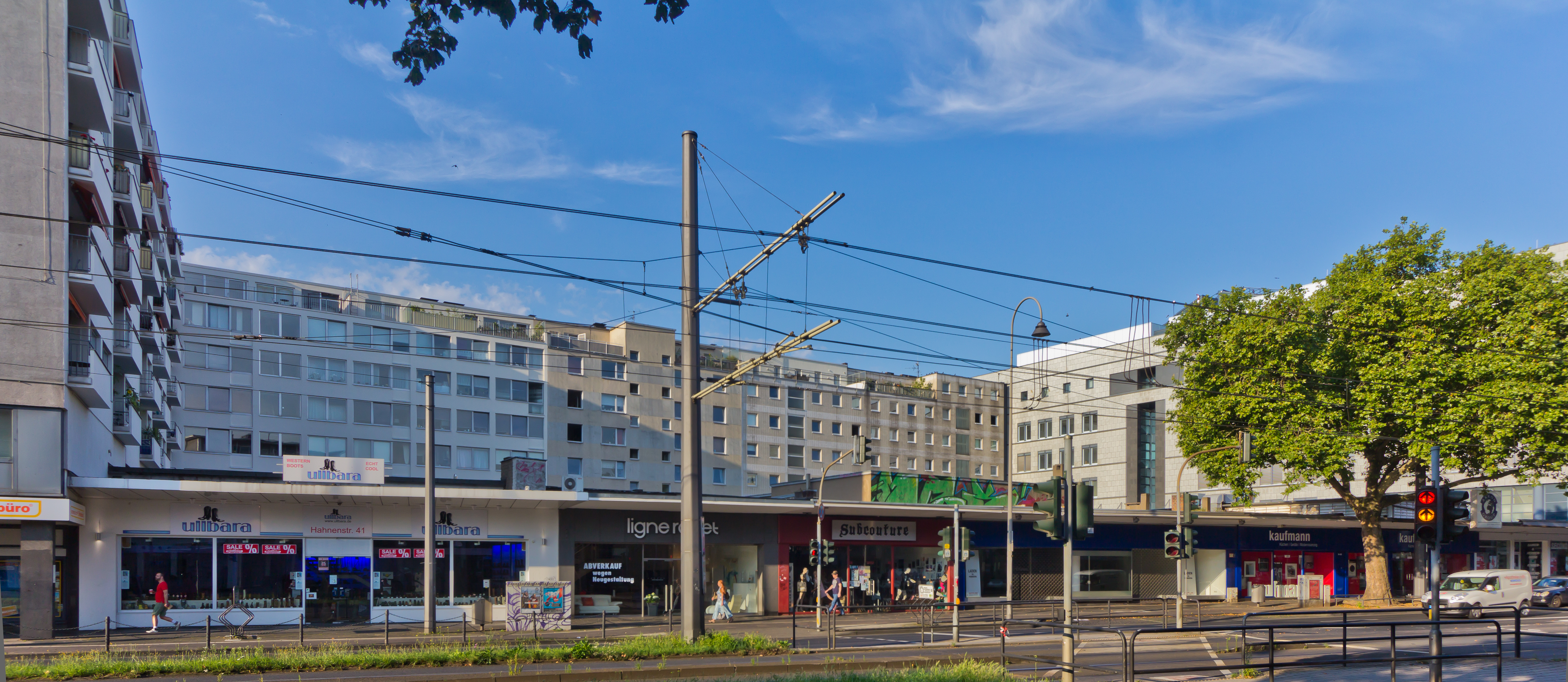
Hahnenstraße 41–55 – Im Vordergrund Pavillonbauten, die von höheren aber flachgedeckten Blöcken flankiert werden
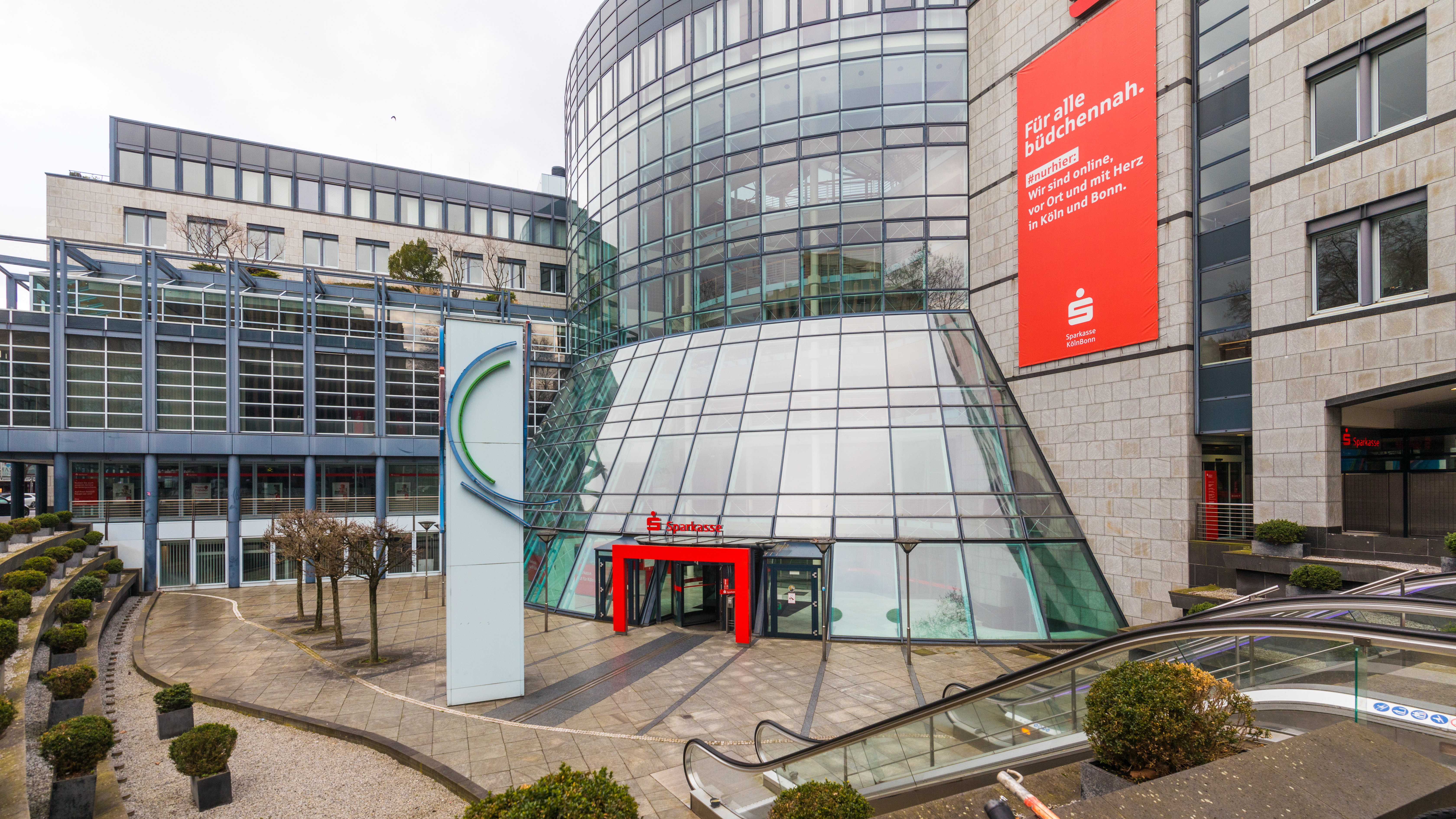
Hahnenstraße 57 – Hauptverwaltung der Sparkasse KölnBonn

Inzwischen entstanden in den Ladenpassagen zahlreiche Geschäfte. Die Galerie Ferdinand Möller eröffnete am 15. November 1951 in einem der zweigeschossigen Pavillons, doch bereits nach Möllers Tod stellte im Juni 1956 dessen Witwe den Galeriebetrieb ein. Die Rheinische Zeitung lobte die Straße „mit dem eigenartigen privatgeschäftlichen Charakter“. Ferdinand Leisten gründete im Dezember 1953 sein Haushaltsgerätegeschäft in Nr. 55. Die Architekten Stephan und Johannes (Jan) Werner Starck errichteten 1951/52 den L-förmigen Block Nr. 2–4 und 1955 die sich an das südliche Seitenschiff von St. Aposteln anlehnende Werktagskapelle, die heutige Pastor-Joseph-Könn-Aula. Bemerkenswert ist die geringe Geschosshöhe und die stufige Anordnung. Das zweite Geschoss hat Balkone von geringer Tiefe über die gesamte Front. Es wird ebenfalls von den Geschäften des Erdgeschosses genutzt. Das dritte Geschoss ist mit einer breiten Dachterrasse nach hinten versetzt.
Peter Heinrichs machte sich mit 3.000 DM Startkapital selbständig und gründete im Mai 1975 in Nr. 2–4 einen neuen Tabakwarenladen, den weit über die Grenzen Kölns hinaus bekannten Laden „Pfeifen Heinrichs“. Während des G8-Gipfels vom 18. bis 20. Juni 1999 in Köln besuchten Bill und Hillary Clinton das Geschäft. Seit 1980 erinnert eine Bronzetafel am Amerika-Haus an das abgerissene Apostelgymnasium in Nr. 6. Beim Neubau der Hauptstelle der Sparkasse KölnBonn durch die Architekten Hentrich, Petschnigg & Partner in Nr. 57 bildet seit 1992 eine Rotunde die zentrale und repräsentative Eingangs- und Verteilerhalle, davor erstreckt sich zur Hahnenstraße ein gegenüber dem Straßenniveau abgesenkter Vorplatz. Im Jahre 2003 zog der Kölnische Kunstverein in Nr. 6 ein. Am Beginn der Hahnenstraße Nr. 4 / Ecke Apostelnkloster befindet sich in einem historischen Riphahn-Gebäude das Café und Restaurant Riphahn. In Nr. 16 liegt die Verwaltung der Kölner Verwaltungs- und Wirtschaftsakademie, deren Vorlesungen in der Universität zu Köln stattfinden.

## Lage
Westliche Verlängerung der 480 Meter langen Hahnenstraße ist die Aachener Straße, östliche die zur Deutzer Brücke führende Cäcilienstraße. Die Hahnenstraße ist als Durchgangsstraße Teil der L 111. Das Hahnentor trennt beide Fahrbahnrichtungen, wobei in westlicher Richtung die Hahnenstraße an der Pfeilstraße endet und in östlicher Richtung bis Mauritiuswall verläuft. Die Verlängerung bis zu den Kölner Ringen heißt hier Pilgrimstraße. Zufahrtsstraßen sind Apostelnkloster / Mauritiussteinweg, Benesisstraße / Am Rinkenpfuhl und Pfeilstraße / Mauritiuswall. Ihr Mittelstreifen fungiert als Bahnkörper für die Stadtbahn Köln, deren Linien 1 und 7 hier zwischen Neumarkt und Rudolfplatz verkehren. Die Stadtbahn Köln bedient den Neumarkt mit den Linien 1, 3, 4, 7, 9, 16 und 18. Über die gesamte Hahnenstraße verteilen sich Gastronomiebetriebe (vornehmlich Restaurants) in der mittleren bis gehobenen Preisklasse.
An d'r Hahnepooz (Am Hahnentor) gehört zu den wenigen Kölner Straßen mit einem Straßennamen in kölscher Sprache, der ihr am 22. März 1960 verliehen wurde. Diese Straße ist 109 Meter lang, verläuft durch das Hahnentor hindurch über den Rudolfplatz und endet am Habsburgerring.